# 杨文昌 (1944年)
杨文昌（1944年9月—），男，山东人，中华人民共和国政治人物、外交官。

## 生平
毕业于北京外国语学院。1972年，进入中华人民共和国外交部工作，先后在驻英国大使馆、驻法国大使馆、外交部国际司、外交部干部司任职。1987年，任外交部干部司副司长。1990年，任外交部干部司司长。1993年3月，出任中华人民共和国驻新加坡大使。1995年，任外交部大使。1997年，任外交部部长助理。1998年，任外交部副部长。2003年8月，出任中华人民共和国外交部驻香港特别行政区特派员公署特派员。2006年2月，任满回京。同年，任中国人民外交学会会长。2016年，卸任会长一职。

## 家庭
已婚，有一子。